# Corynoptera subtetrachaeta
Corynoptera subtetrachaeta är en tvåvingeart som beskrevs av Lyudmila Komarova 1995. Corynoptera subtetrachaeta ingår i släktet Corynoptera och familjen sorgmyggor. Inga underarter finns listade i Catalogue of Life.